# Больше-Кибяк-Козинская волость
Больше-Кибяк-Козинская волость (Кибяк-Козинская, тат. ئۈلىٰ كىبەخوجا ۋولىٰسىٰ, Олы Кибәхуҗа вулысы), c 1921 года Тюлячинская волость (тат. تلەچىٰ ۋولىٰسىٰ, Teləce vulьsь, Теләче вулысы) — административная единица в составе Казанской губернии и Татарской АССР. По состоянию на 1915 год, волостное правление и квартира полицейского урядника находились в селении Тюлячи.

## География
На 1910-е годы граничила с Пановской, Ключищенской волостями Лаишевского уезда, Арской и Кармышской волостями Казанского уезда, Ново-Чурилинской, Букмышской, Сатышевской и Елышевской волостями Мамадышского уезда.

## История
Возникла не позднее 1870 года в составе Лаишевского уезда Казанской губернии. В 1920 году, как и весь уезд, вошла в состав Лаишевского кантона Татарской АССР. В 1921 году в целях приведения в соответствие наименования волости с её центром переименована в Тюлячинскую волость.
В 1924 году волость была укрупнена, в её состав вошли: собственно Тюлячинская волость, селения Трюк-Тямти, Верхние Метески, Тямти-Метески, Донауровка Пановской волости, селения Аланка, Аристовка, Балыклы, Ключищи, Кукча, Сауши, Панова Гора 1-я и 2-я, Шармаши, Нырсовары 1-е и 2-е, Янцевары Ключищенской волости.
В 1927 году территория ТАССР была частично районирована, в результате чего Лаишевский кантон был упразднён, а волость вошла в состав Арского кантона.
В 1930 году волость была упразднена, большая часть территории вошла в состав Сабинского района, селения Таутермень, Янцевары, Нырсовары вошли в состав Пестречинского района.

## Состав
По состоянию на 1930 год волость делилась на 19 сельсовет: Тюлячинский, Казакларский, Больше-Кибяккузинский, Верхне-Кибяккузинский, Максабашский, Ключищинский, Саушский, Таутерменский, Аланкинский, Балыклинский, Больше-Метескинский, Верхне-Метескинский, Мало-Шинарский, Починско-Уютский, Шармашинский, Янцеварский, Кукчинский, Трюк-Тямтинский, Екатериновский.